# 貞固親王
貞固親王（さだかたしんのう、生年不詳 - 延長8年5月15日（930年6月14日））は、平安時代前期から中期にかけての皇族。清和天皇の皇子。官位は三品・大宰帥。

## 経歴
清和朝の貞観15年（873年）清和天皇の諸皇子とともに親王宣下。元慶8年（884年）光孝天皇の即位に伴って四品に叙せられ、まもなく常陸太守に任ぜられる。光孝朝末の仁和3年（887年）弾正尹に遷り、のち三品・大宰帥に叙任された。
醍醐朝末の延長8年（930年）5月15日薨去。

## 官歴
注記のないものは『日本三代実録』による。
- 貞観15年（873年）4月21日：親王宣下
- 元慶8年（884年）2月23日：四品。3月9日：常陸太守
- 仁和3年（887年）5月11日：弾正尹
- 時期不詳：三品。大宰帥[1]
- 延長8年（930年）5月15日：薨去[2]

## 系譜
『尊卑分脈』による。
- 父：清和天皇
- 母：橘休蔭の娘
- 生母不詳の子女
  - 男子：源国淵